# Reutte
Reutte egy mezőváros Ausztriában, Tirol tartomány északi részén. A település egyben központja is a Reuttei járásnak. A Lech folyó mellett fekszik, lakosságszáma 5719. Népszerű üdülőhely, télen síparadicsom.

## Közlekedés
A település megközelíthető vasúton Németország felől az Außerfernbahn nevezetű vasútvonalon. A határ túloldalán ér véget a németországi Biessenhofen–Füssen-vasútvonal is.

## Látnivalók
- Reutte kolostor
- Ehrenberg várrom
- Múzeum a Zöld Házban (Museum im Grünen Haus)
- highline179 - gyalogos függőhíd

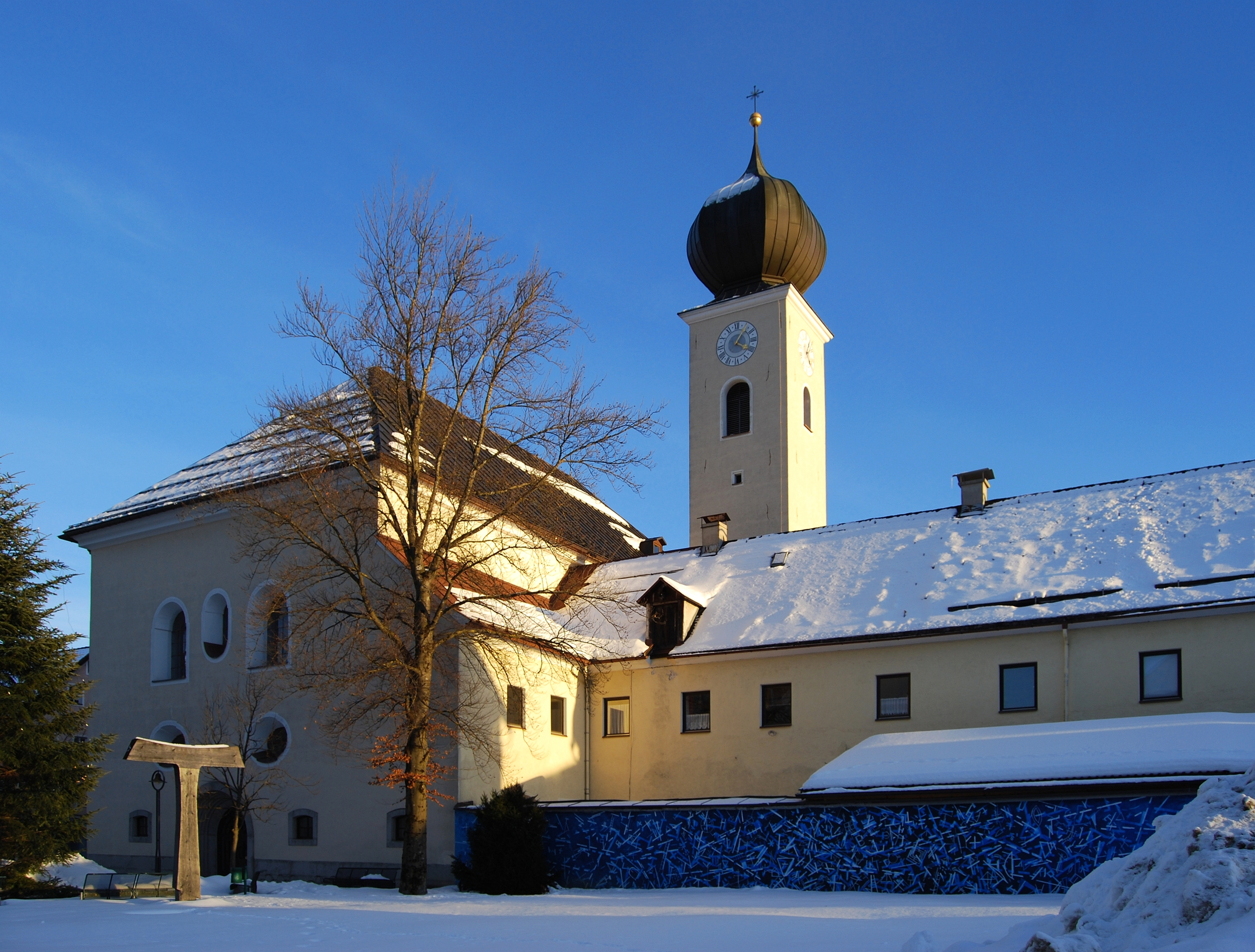
A kolostor temploma
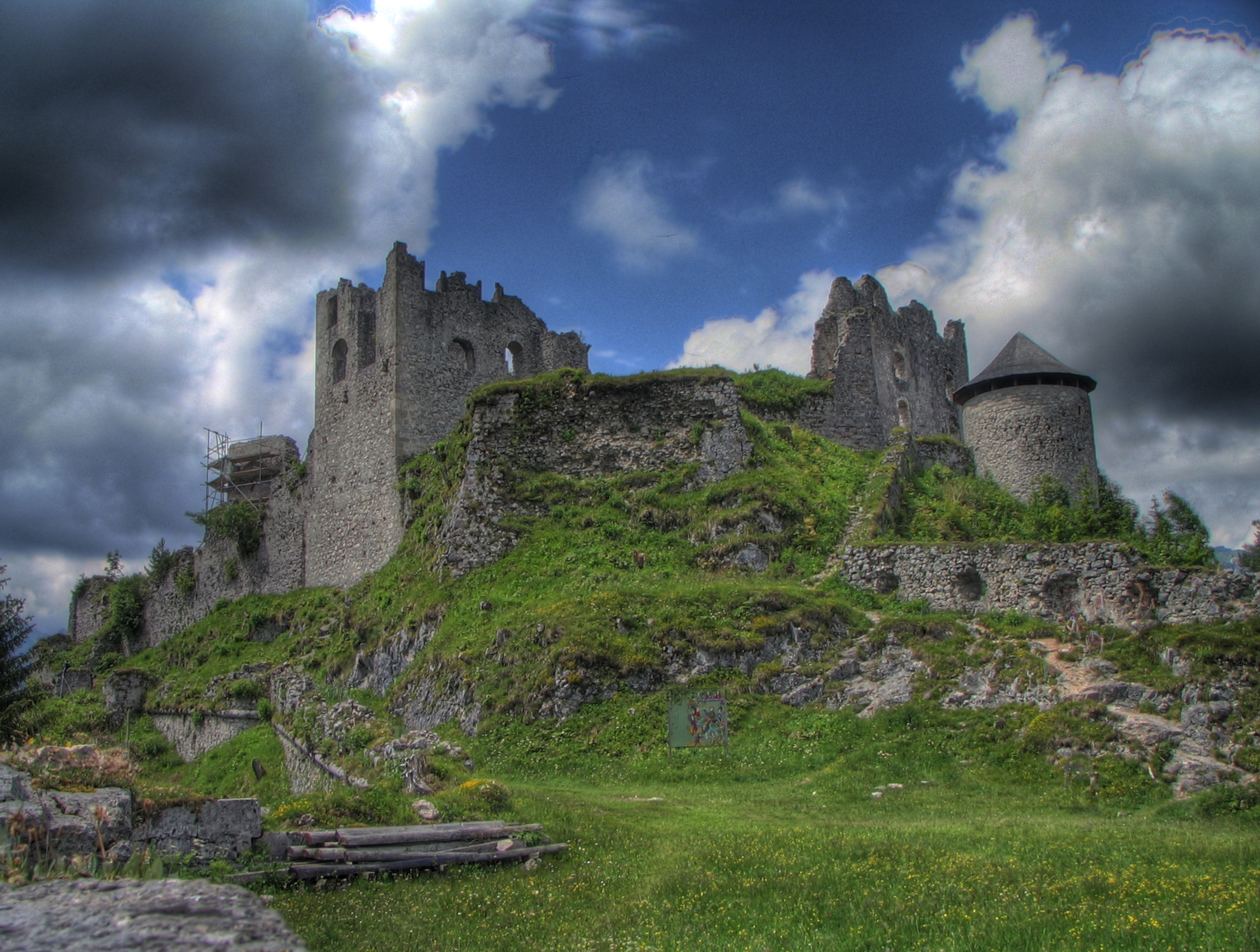
Ehrenberg várrom
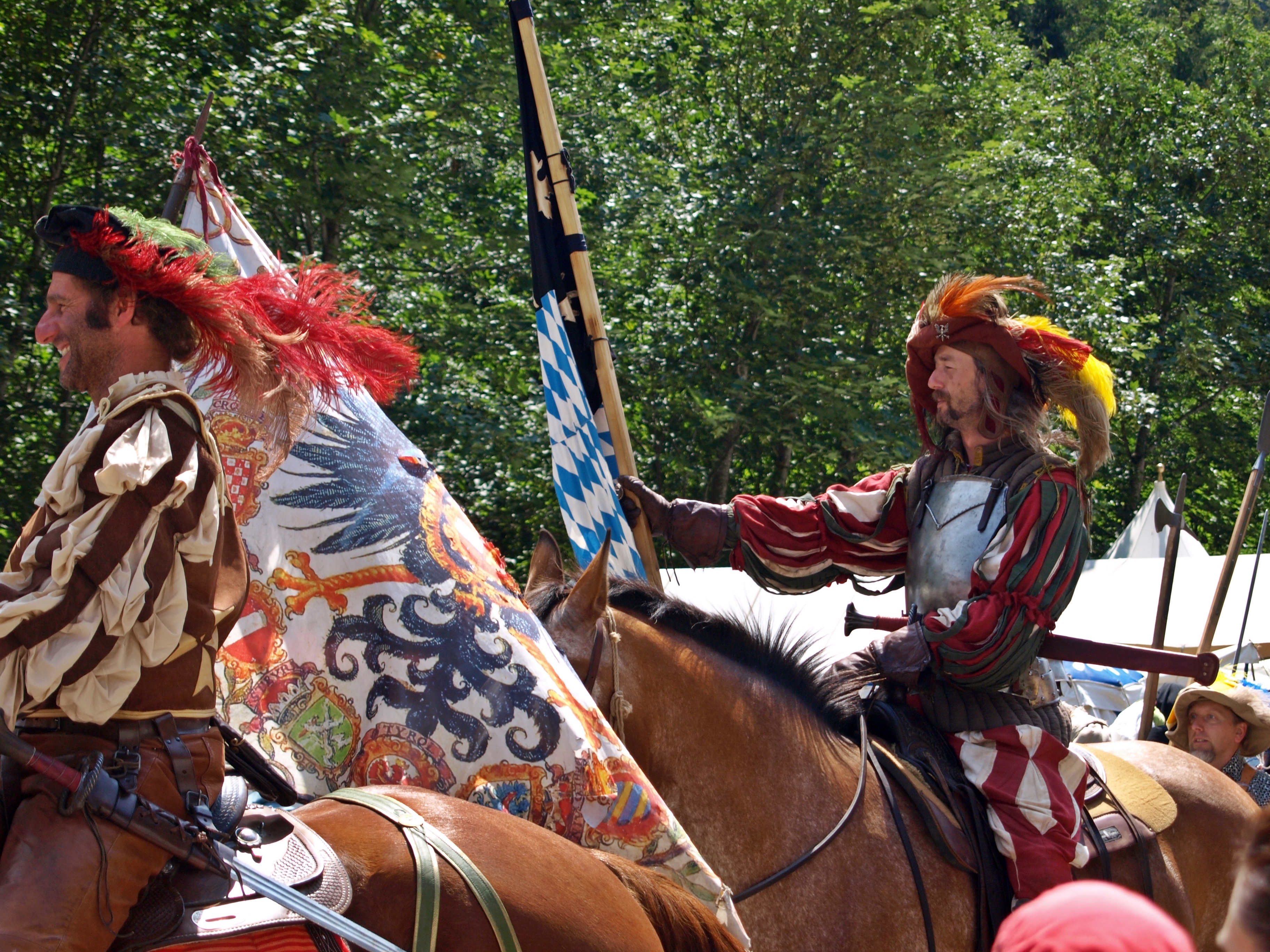
Ehrenberg: időutazási fesztivál / lovagi játékok
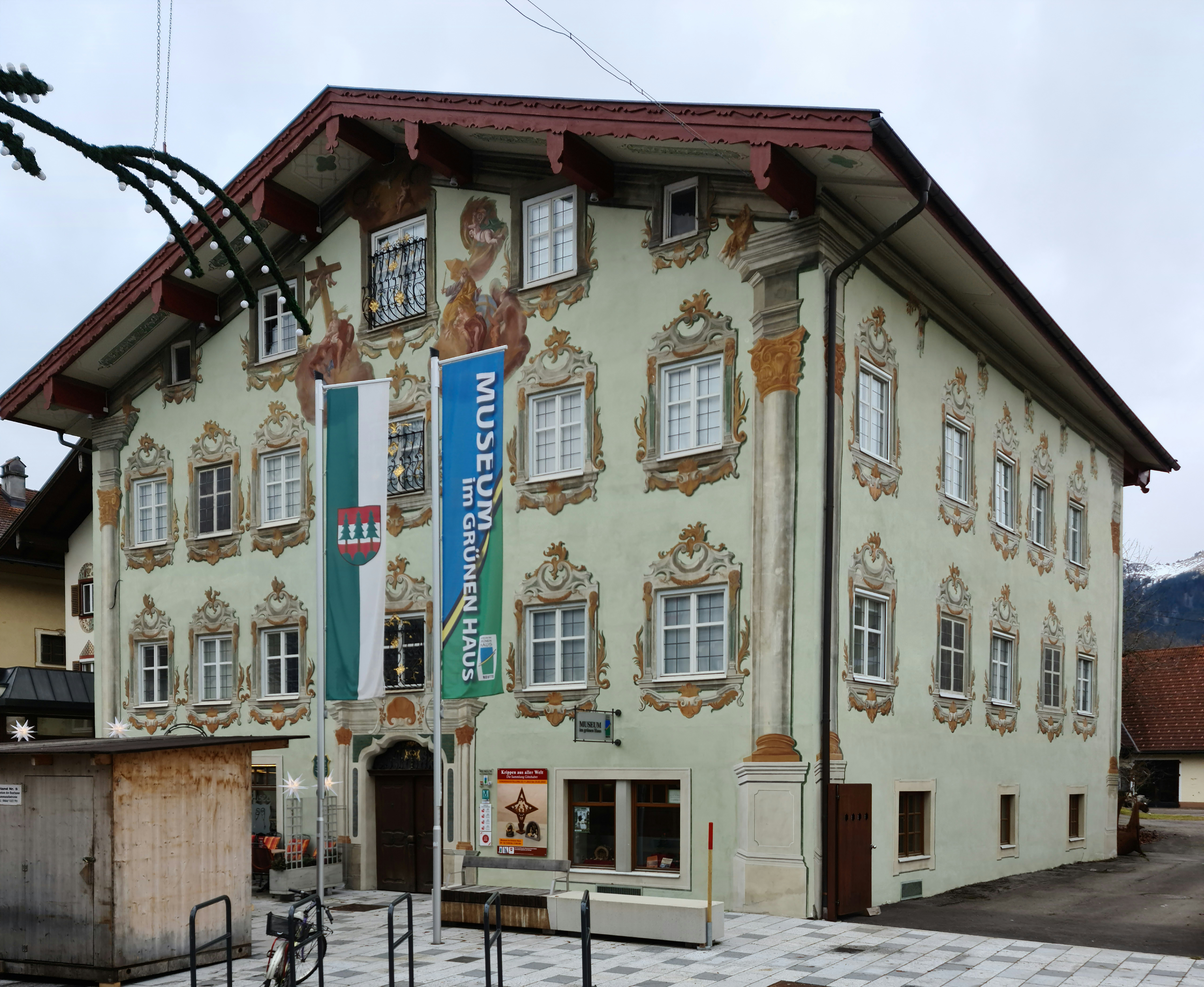
A múzeum
A múzeum